# كاري لاك
كاري آن ليك (بالإنجليزية: Kari Lake)  (من مواليد 23 أغسطس 1969) هي سياسية أمريكية وصحفية إخبارية تلفزيونية سابقة. عملت في محطة KSAZ-TV فينيكس التلفزيونية لمدة 22 عامًا ، استقالت من دورها كمذيعة في مارس 2021.  أعلنت حملتها لمنصب الحاكم في 1 يونيو 2021  وهي المرشحة الجمهورية في انتخابات حكام ولاية أريزونا لعام 2022.

## روابط خارجية
- كاري لاك على موقع IMDb (الإنجليزية)
- كاري لاك على موقع قاعدة بيانات الفيلم (الإنجليزية)